# Ponikiew Wielka
Ponikiew Wielka [pronunciación en polaco: /pɔˈnikʲɛf ˈvjɛlka/] es un pueblo ubicado en el distrito administrativo de Gmina Czerwonka, dentro del Condado de Maków, Voivodato de Mazovia, en el este de Polonia central. Se encuentra aproximadamente a 7 kilómetros al este de Czerwonka, a 15 kilómetros al este de Maków Mazowiecki, y a 81 kilómetros al norte de Varsovia.

## Enlaces extranjeros
- Esta obra contiene una traducción  derivada de «Ponikiew Wielka» de Wikipedia en inglés, concretamente de esta versión, publicada por sus editores bajo la Licencia de documentación libre de GNU y la Licencia Creative Commons Atribución-CompartirIgual 4.0 Internacional.

- Datos: Q5016315